# Erythroxylum macrochaetum
Erythroxylum macrochaetum är en tvåhjärtbladig växtart som beskrevs av Friedrich Anton Wilhelm Miquel. Erythroxylum macrochaetum ingår i släktet Erythroxylum och familjen Erythroxylaceae. Inga underarter finns listade i Catalogue of Life.